# Garkalne (novads)
Garkalne (łot.: Garkalnes novads) – jeden z łotewskich novadsów, funkcjonujący w latach 2009–2021.

## Historia
Novads powstało na terenach należących przed 2009 do rejonu Ryga.
W skład novadsu wchodził obszar pagastsu Garkalne. Jego stolicą zostało Berģi (część Rygi; niewchodzące w skład novadsu).
Zlikwidowany w ramach reformy administracyjnej 30 czerwca 2021. Wszedł w całości w skład nowego novadsu Ropaži.